# Кукурузный крахмал
Кукуру́зный крахма́л — крахмал, полученный из зёрен кукурузы. Представляет собой порошкообразное вещество белого цвета, не имеет вкуса и запаха. Кукурузный крахмал — распространённый ингредиент для загущения супов, кремов, соусов и других продуктов, а также применяется в промышленности для изготовления клея и другой продукции. Не следует путать кукурузный крахмал с кукурузной мукой — продуктом помола зерна.

## Технология получения
Процесс получения кукурузного крахмала включает обработку зерна в 0,2 % растворе сернистой кислоты при температуре 48-50 °C в течение 48-50 часов. При этом зёрна разбухают и часть их содержимого переходит в раствор. Затем зерно дробят, отделяют от полученной массы (так называемой «кашки») зародыши, которые в дальнейшем используют для получения кукурузного масла, а также клетчатку. В результате получают крахмал и глютен, отделяемый в процессе дальнейшей обработки. Очищенный кукурузный крахмал обезвоживают для получения товарного продукта.
Существует также модифицированный кукурузный крахмал — термически обработанный.

## Применение
Высокая гигроскопичность крахмала делает его полезным в качестве загустителя и средства против слёживания в пищевых продуктах. Благодаря высокой температуре клейстеризации, кукурузный крахмал используется для литьевых форм при производстве конфет. Кукурузный крахмал находит применение в медицине, как нейтральная основа для препаратов. Он используется в качестве основного сырья для производства кукурузного сиропа, а путём кислотного гидролиза кукурузного крахмала получают также кукурузную патоку. В промышленности кукурузный крахмал используется при производстве клеёв, бумаги, акриловых красок.

## Пищевая ценность
Кукурузный крахмал — продукт с высоким содержанием углеводов, при этом в нём мало витаминов, белков, клетчатки и минеральных веществ, питательность[уточнить] его мала, однако калорийность достаточно высока. Также в нём содержится калий, натрий, кальций и железо, но в меньшем количестве, чем у картофельного крахмала.